# Luna de lobos
Luna de lobos es una novela de Julio Llamazares de 1985. Se centra en la peripecia humana de los combatientes republicanos que, en los años inmediatamente posteriores a la guerra civil española, resistieron en los montes. El eje de la obra no es la perspectiva histórica o política, aunque tales aspectos constituyan el telón de fondo último, sino el análisis y descripción del instinto primario de supervivencia que puede llevar a un hombre acosado hacia la violencia. Sobria y rica, aparentemente escueta y en realidad de profunda matización, la prosa de Julio Llamazares sirve con admirable rigor y poderío lírico a una sólida estructura narrativa.
El protagonista que narra la historia es Ángel, y que será acompañado por otros tres soldados del bando republicano como Ramiro, Gildo, y Juan. Además estos serán ayudados por aliados como Juana, la hermana de Ángel, el padre de Ángel, o Lina, la mujer de Gildo.
Fue adaptada al cine en 1987 con actores como Santiago Ramos, que interpretaba a Ramiro, y Antonio Resines, quien interpretó a Ángel, y Kiti Mánver.
Una nueva traducción al inglés ha sido editada por Peter Owen Publishers, bajo el título "Wolf Moon", en 2017.